# 고유 길이
고유 길이(영어: Proper length) 또는 정지 길이(영어: rest length)는 어떤 물체가 정지되어 있는 것으로 보이는 계(frame)에서 측정한 길이이다.
길이 측정은 고전역학보다 상대성이론에서 더 복잡하다. 고전역학에서 길이는 관련된 모든 점의 위치가 동시에 측정된다는 가정에 따라 측정된다. 그러나 상대성이론에서 동시성의 개념은 관찰자에 따라 서로 다르다.
이와 다른 용어인 고유 거리는 모든 관찰자에 대해 동일한 값을 갖는 불변 거리를 제공한다.
고유 거리는 고유 시간과 유사한데 그 차이점은 두 개의 공간적으로 분리된 사건 사이에서(또는 공간과 같은 경로를 따라) 고유 거리가 정의되는 반면에, 시간과 같이 분리된 두 개의 사건 사이에서(또는 시간과 같은 경로를 따라) 고유 시간이 정의된다는 것이다.

## 고유 길이 또는 정지 길이
물체의 고유 길이 또는 정지 길이는 표준 측정 막대기를 어떤 물체에 적용하여 정지해 있는 관찰자가 측정하는 어떤 물체의 길이이다. 물체의 양 끝점 측정은 동시일 필요가 없다. 끝점은 물체의 정지 프레임에서 동일한 위치에 지속적으로 정지해 있기 때문에 Δ t 와 무관하다. 따라서 이때의 길이는 다음과 같이 주어진다.
{\displaystyle L_{0}=\Delta x.}
그러나 물체에 대하여 상대적으로 움직이는 프레임에서는 물체의 끝점이 지속적으로 위치를 변경하기 때문에 물체의 양 끝점을 동시에 측정해야 한다. 그 결과 길이는 정지 길이보다 짧아지는데, 이는 길이 수축 공식으로 제공된다(여기서 γ는 로런츠 계수이다).
{\displaystyle L={\frac {L_{0}}{\gamma }}.}
이에 비해 동일한 물체의 끝점에서 발생하는 임의의 두 이벤트 사이의 불변 고유 거리는 다음과 같이 제공된다.
{\displaystyle \Delta \sigma ={\sqrt {\Delta x^{2}-c^{2}\Delta t^{2}}}.}
따라서 Δσ는 Δt 에 의존하지만 (위에서 설명한 대로) 물체의 정지 길이 L0 는 Δt 와 독립적으로 측정할 수 있다. 동일한 물체의 끝점에서 측정된 Δσ 및 L0는 물체의 정지 프레임에서 측정 이벤트가 동시에 발생하여 Δt가 0인 경우에만 서로 일치한다. 이는 Fayngold에 의하여 다음과 같이 설명된 바와 같다.
p. 407: "두 이벤트 사이의 고유 거리는 일반적으로 끝점이 이러한 이벤트와 각각 일치하는 객체의 고유 길이와 동일 하지 않다. 일정한 고유 길이 l0 의 단단한 막대기를 고려하자. 만일 이 막대의 정지 프레임 K0 에 있으면서 길이를 측정하려는 경우에는, 먼저 끝점을 표시하여 측정을 수행할 수 있다. 그리고 이 끝점들은 K0 에서 동시에 표시할 필요는 없다. K0 의 한쪽 끝(순간 t 1 )과 나중에 다른 쪽 끝(순간 t 2 )을 표시한 다음 조용히 표시 사이의 거리를 측정할 수 있다. 이러한 측정을 고유 길이의 가능한 조작적 정의로도 고려할 수 있다. 실험 물리학의 관점에서 마크가 동시에 만들어져야 한다는 요구 사항은 일정한 모양과 크기를 가지는 고정된 물체에 대해서는 중복되는 것으로, 이 경우에는 이러한 정의에서 제외될 수 있다. 막대기는 K0에 고정되어 있으므로 두 표시 사이의 시간 경과에 관계없이 표시 사이의 거리는 막대기의 고유길이이다. 반면에 K0 에서 마크가 동시에 이루어지지 않으면 마킹 이벤트 사이의 고유 거리가 아니다."

## 평평한 공간에서 두 이벤트 사이의 고유 거리
특수 상대성이론에서 공간처럼(space-like) 분리된 두 사건 사이의 고유 거리는 사건이 동시에 발생하는 관성 기준 프레임에서 측정된 두 사건 사이의 거리이다. 이러한 특정 프레임에서 거리는 다음과 같이 주어된다.{\displaystyle \Delta \sigma ={\sqrt {\Delta x^{2}+\Delta y^{2}+\Delta z^{2}}},}여기서,
- Δ x, Δ y 및 Δ z는 두 이벤트의 선형, 직교, 공간 좌표의 차이이다.

이 정의는 다음과 같이 모든 관성 참조 프레임에 대해 동일하게 제공될 수 있다(이벤트가 해당 프레임에서 동시에 발생하지 않아도 됨).{\displaystyle \Delta \sigma ={\sqrt {\Delta x^{2}+\Delta y^{2}+\Delta z^{2}-c^{2}\Delta t^{2}}},}여기서,
- Δt는 두 이벤트의 시간 좌표의 차이이고,
- c는 빛의 속도이다.

두 공식은 시공간 간격의 불변성 때문에 동일한데, 이는 이벤트가 주어진 프레임에서 동시일 때 정확히 Δt = 0이기 때문이다.
위의 공식이 Δ σ 에 대해 0이 아닌 실제 값을 제공하는 경우에만 두 이벤트가 공간적으로 분리된다.

## 경로를 따른 고유 거리
두 사건 사이의 고유 거리에 대한 위의 공식은 두 사건이 발생하는 시공간이 평평하다고 가정한다. 따라서 위의 공식은 휘어진 시공간을 고려하는 일반 상대성이론에서는 일반적으로 사용할 수 없다. 그러나 곡선이든 평면이든 모든 시공간에서 경로를 따라 고유 거리를 정의하는 것은 가능하다. 평평한 시공간에서 두 사건 사이의 고유 거리는 두 사건 사이의 직선 경로를 따라 고유 거리이다. 휘어진 시공간에서는 두 사건 사이에 하나 이상의 직선 경로(측지선)가 있을 수 있으므로 두 사건 사이의 직선 경로를 따라 고유 거리는 두 사건 사이의 고유 거리를 유일하게 정의하지 않는다.
임의의 공간과 같은 경로 P 를 따라 고유 거리는 선적분에 의해 텐서 구문으로 제공된다.{\displaystyle L=c\int _{P}{\sqrt {-g_{\mu \nu }dx^{\mu }dx^{\nu }}},}여기서,
- g μν는 현재 시공간 및 좌표 매핑에 대한 메트릭 텐서이고,
- dx μ는 경로 P 를 따라 인접한 이벤트 사이의 좌표 분리이다.

위 방정식에서 메트릭 텐서는 +−−− 메트릭 부호를 사용하는 것으로 가정하고 거리 대신 시간을 반환하도록 정규화되었다고 가정하고 있다. 방정식의 − 기호는 대신 −+++ 메트릭 부호를 사용하는 메트릭 텐서와 함께 삭제되어야 한다. 또한 광속 {\displaystyle c}는, 거리를 사용하도록 정규화되거나 또는 기하 단위를 사용하는 미터법 텐서와 함께 삭제해야 한다.

## 같이 보기
- 불변 간격
- 고유 시간
- 공변 거리
- 동시성의 상대성